# Maris Saengiamphong
Maris Saengiamphong (thaï : มาริษ เสงี่ยมพงษ์ ; né le 19 novembre 1958 à Bangkok) est un homme politique thaïlandais. Il est ministre des Affaires étrangères depuis le 30 avril 2024.

## Biographie
Proche de l'ancien premier ministre Thaksin Shinawatra, Saengiamphong est un ambassadeur pendant plusieurs années avant de devenir aide à Parnpree Bahiddha-nukara. À la démission de ce dernier, il est l'un des deux finalistes pour le remplacer comme ministre des Affaires étrangères avec Noppadon Pattama.
Quelques jours plus tard, il est choisi pour le poste. Son principal défi est perçu comme étant la gestion de la guerre civile birmane, se déroulant aux frontières du pays.